# TV Sul Bahia
TV Sul Bahia é uma emissora de televisão brasileira sediada em Teixeira de Freitas, cidade do estado da Bahia. Opera no canal 5 (40 UHF digital) e é uma afiliada à RIT Notícias, sendo pertencente à Fundação Internacional de Comunicação, braço midiático da Igreja Internacional da Graça de Deus. Seu sinal cobre partes da Bahia e algumas cidades da região Nordeste.

## História

### Rede Manchete (1996-1997)
A TV Sul Bahia foi criada no dia 2 de maio de 1996, mas só entrou no ar no dia 3 de novembro do mesmo ano, como afiliada à Rede Manchete. Na época, era a única afiliada da Manchete na Bahia e a primeira no interior do estado, e única geradora de TV em Teixeira de Freitas.
A emissora pertencia ao ex-prefeito de Teixeira de Freitas, Francistônio Pinto (PFL-BA), que liderava grupo político na região do sul da Bahia em apoio à Família Magalhães. Após ser eleito deputado federal em 1998 e antes de assumir em 1999, Francistônio Pinto transferiu controle da emissora ao seu irmão Uldurico Pinto também deputado federal na época e familiares, pois pelas leis brasileiras, os políticos eleitos são proibidos de serem donos de concessões de emissoras de rádios e TVs ou acumular outros cargos públicos e privados durante os mandatos, mas eles podem ser sócios dessas emissoras de TVs, inclusive de rádios.

### SBT (1997-2004)
Antes do final de 1997, um ano depois de ser afiliada à Manchete, passou ser afiliada do Sistema Brasileiro de Televisão (SBT), quando a antiga rede que a retransmitia, estava com sinais de crise na audiência, o que levou afiliadas deixarem a Manchete por outras redes, que foi umas das causas da extinção em 1999. Na época, tornou-se a segunda afiliada do SBT na Bahia e a primeira no interior desse estado, inclusive ser a segunda geradora de TV a surgir na cidade.
A primeira afiliada do SBT na Bahia foi a TV Itapoan desde começo da rede em 1981 até 1997, quando foi colocada à venda e comprada por Edir Macedo, dono da Rede Record, que a transformou emissora própria da rede, fazendo que a TV Itapoan deixasse SBT pela Record, dando SBT assinar com a TV Aratu para ser nova afiliada, que na época chamava de CNT Aratu e era afiliada à Central Nacional de Televisão (CNT) desde 1995.
A emissora estreou  programas locais Noticidade, TJ Sul Bahia e TV Verdade (versão dos programas que exibidos no SBT nos anos 1980 até metade dos anos 1990), que ficaram quase 10 anos no ar.
Entre 1999 a 2000, através da concorrência no Ministério das Comunicações, ganhou novas concessões de TV para instalar retransmissoras em torno de Teixeira de Freitas.
Em 2001, a emissora instalou escritório em Itabuna, mantendo equipe de reportagem no eixo Ilhéus-Itabuna, encarregada de enviar matérias para sede da emissora.

### Venda da TV Sul Bahia da Família Pinto para Nizan Guanaes (2001)
Entre outubro a novembro de 2001, surgem rumores pela imprensa baiana e brasileira de que o publicitário Nizan Mansur de Carvalho Guanaes Gomes e o sócio João Augusto Marques Valente estariam negociando com deputado federal Francistônio Pinto (PFL-BA), para comprar a emissora.
Em 15 de novembro, segundo colunista do jornal Folha de S.Paulo, Daniel Castro, afirma que as negociações para compra da TV Sul Bahia foram concluídas, quando o publicitário Nizan Guanaes e o sócio João Valente, compraram essa emissora. O colunista Castro afirma que Guanaes planejava montar uma rede de televisão com geração na Bahia da TV Sul Bahia, onde irá conquistar retransmissoras nas cidades fora da Bahia, incluindo as cidades de São Paulo e Rio de Janeiro (os dois maiores mercados do Brasil). Ao serem procurados pelo Castro, a assessoria do Guanaes confirma apenas que há "muito interesse" dele e que a transação ainda não foi concluída. Francistônio Pinto, proprietário da emissora não foi localizado, por que estava em missão no Pará. Já o SBT, não comentou o assunto.
Na época das negociações para a compra da emissora, Guanaes era marqueteiro dos pré-presidenciáveis de 2002, da Roseana Sarney, Tasso Jereissati e mais tarde José Serra, o que gerou polêmica em termos políticos, pois segundo denúncias da imprensa e dos políticos do PT na época, se deveu por conta dos trabalhos realizados ao Governo Federal (Ver Controvérsias).
Entre novembro a dezembro, ocorre transição do controle acionário do antigo (da Família Pinto) ao novo proprietário (Nizan Guanaes).[carece de fontes?]
Em janeiro de 2002, o novo proprietário (Nizan Guanaes) assume o controle acionário e a direção da TV Sul Bahia que era da Família Pinto. O novo proprietário anuncia que mantém afiliação da emissora com SBT e que vai participar na concorrência aberta pelo Ministério das Comunicações em licitações para pedir novas retransmissoras dentro e fora da Bahia. O anúncio do novo proprietário acaba com três meses de rumores de que após a venda, a emissora deixará SBT por outra rede, apesar do nome da nova rede não ser divulgado. Na época, A Rede Sul Bahia de Comunicação, que além dessa emissora de TV, também tinha diversas emissoras de rádio, que foram vendidas.[carece de fontes?]
Em 12 de março do mesmo ano, o ministro das comunicações, Juarez Quadros, cassa a concessão datada em 1986 ao Canal 40 UHF da TV ABC (então afiliada à Rede Vida desde fevereiro de 1995) em Santo André (na Grande São Paulo), por acusação do contrato assinado com a Rede Vida em 1995 era uma forma de arrendamento da retransmissora, proibida por lei, pois a Rede Vida pagava o equivalente a US$ 25 mil por mês à TV Diário do Grande ABC pelo serviço de retransmissão. Após cassação do Canal 40, o grupo Diário do Grande ABC de Santo André (do grupo Diário do Grande ABC), entra na Justiça para suspender portaria que cassou concessão.
Em 9 de maio, o ministro das Comunicações, Juarez Quadros, assina a Portaria 772, na qual o ministério autoriza a TV Sul Bahia a retransmitir pelo Canal 40 UHF. A autorização desse novo canal é precária e não precisa de concorrência pública, pois ministro autorizou a emissora ter sinal em via satélite os sinais da geradora na Bahia para Santo André. Com isso, confirma intenção de Guanaes de formar rede nacional de televisão, a partir da geradora de Teixeira de Freitas. Justamente no mesmo dia em que ministro Quadros assinar Portaria 772, o juiz substituto da 21ª Vara Federal do Distrito Federal, Guilherme Jorge de Resende Brito, entra com medida em que suspende a decisão do ministério por não ter dado direito de defesa ao grupo. No dia 15 de maio, o juiz Guilherme Brito, através de liminar judicial, suspende Portaria 722, na qual declara sem efeito e determina que o ministério a revogasse, sob alegação que o ministério não ter dado o direito de defesa ao grupo Diário do Grande ABC. Depois da cassação e o pedido da anulação do Canal 40, inicia-se disputa judicial entre Diário do Grande ABC de Santo André (responsável pelo jornal Diário do Grande ABC) e a Rede Sul Bahia de Comunicação (responsável pelas rádios e a TV Sul Bahia) no Ministério das Comunicações (Ver Controvérsias).
No dia 28 de maio, o Padre Marcelo Rossi rezou uma missa, transmitida ao vivo pela Rede Vida, para agradecer a conquista do canal retransmissor da rede na Grande São Paulo pelo canal 34 UHF, no início deste mês. Com isso, a Rede Vida que era transmitido pelo canal 40 de Santo André até março, deve entrar no ar junho, em meio à disputa jurídico-técnico entre as TVs ABC e Sul Bahia.
Em 25 de junho, em portarias publicadas no Diário Oficial da União, o Ministério das Comunicações concedeu de uma vez só, autorização para instalar cinco novos canais retransmissores à emissora em cidades vizinhas a Teixeira de Freitas (Alcobaça, Itabatã, Mucuri e Posto da Mata). Com novas retransmissoras, indica que Guanaes está investindo na melhoria do sinal na região em torno do sinal da geradora. Até autorização, a TV Sul Bahia só tinha sinal nos arredores Teixeira de Freitas por conta das retransmissoras. No entanto, a publicação das portarias para um número elevado de retransmissoras para a TV Sul Bahia gera suspeitas de que os pedidos sejam de conotação política, já que Nizan Guanaes, era marqueteiro de José Serra. Em 2 de julho, em publicação ao jornal Folha de S.Paulo, o marqueteiro diz que auditoria detectou "que algumas das retransmissoras, representadas fisicamente apenas por uma antena, estavam irregulares"; já o Ministério diz que as retransmissoras são novas (Ver Controvérsias).
Em 27 de dezembro, o ministro Quadros, que deu a concessão do canal para TV Sul Bahia em maio, decidiu anular a Portaria 772, atedendo decisão juridicial sete meses depois. Sobre a demora de anular portaria, o ministro alegou que só soube o conhecimento de que o processo estava engavetado na Secretaria de Serviço de Radiodifusão, sem ser cumprida. Já Nizan Guanaes, não foi localizado para comentar decisão, apenas a assessoria de imprensa divulgou apenas que está viajando.
Em 2003, a TV Sul Bahia conseguiu, através da decisão do STJ que lhe devolveu, embora preliminarmente o canal 40, ao pretender a transmitir a TV Canção Nova.
No dia 28 de outubro do mesmo ano, a emissora anunciou à imprensa a inauguração do canal 40 no próximo sábado, dia 1º de novembro, com missa na Catedral da Sé. No entanto, no dia seguinte, desmarcou a festa, argumentando que pretende realizar "um evento maior". Há evidência que o adiamento deveu-se as disputas da TV Sul Bahia com o Diário do Grande ABC.

### TV Canção Nova (2004-2006)
Em janeiro de 2004, a TV Sul Bahia decide trocar o SBT pela TV Canção Nova, depois de mais de 7 anos como afiliada da antiga rede. Com esse acordo, a nova rede de TV católica entra no ar em São Paulo, no canal 40 UHF, retransmissor da Sul Bahia na Grande SP.
O plano original de Guanaes após comprar a TV Sul Bahia é transformar em uma rede especializada em jornalismo político. No entanto, problemas no canal 40 de São Paulo, que estava sob disputa judicial (com sua antiga proprietária, a TV Grande ABC, que retransmitia a também católica Rede Vida) frustram seus planos, o que levou Guanaes a adiar o projeto e trocar a afiliação do SBT pela Canção Nova, para a qual planejava fazer telejornal.
"Nosso projeto, hoje, é auxiliar a Canção Nova em sua formatação. Não iremos interferir no conteúdo, na programação, apenas na imagem, na apresentação", diz João Augusto Valente, sócio de Guanaes na TV Sul Bahia e na agência de publicidade DM9DDB, da qual é diretor-presidente. A formatação inclui programação visual (vinhetas e logotipos, por exemplo) e até cenários.
Com o fim da afiação da afiliada com SBT, o sul da Bahia ficou sem sinal do SBT, até a TV Aratu assumir em 2005 o espaço deixado pela antiga afiliada, tornando-se a única afiliada do SBT na Bahia.[carece de fontes?]
Em 1º de março, a 1ª Turma do Superior Tribunal de Justiça decide por maioria de votos, acolhe os argumentos da TV ABC, permitindo que a emissora paulista continue no canal 40, como faz desde 1990, contra a TV Sul Bahia. Para o ministro Franciulli Netto, cujo voto foi o vencedor, a relevância de fundamento não está a favor da TV Sul Bahia. "O Senhor Ministro de Estado, ao prestar suas informações, reconhece que a Portaria que revogou a permissão da TV ABC não tinha observado o princípio constitucional do contraditório e da ampla defesa, inerentes ao processo administrativo".
Em março de 2005, a emissora ganhou do Ministério das Comunicações, mais dois canais de concessão para retransmissão de televisão (RTV) nas cidades do Estado de São Paulo, em publicações no Diário Oficial da União (DOU). De acordo com colunista do jornal Folha de S.Paulo, Daniel Castro, em duas publicações no DOU, no dia 8 de março, recebeu na cidade de Bragança Paulista e no dia 9 de março na cidade de São José dos Campos. As duas retransmissoras no estado repetirão imagens e sons da emissora afiliada à Canção Nova.

### TV+ (2006-2007)
Em 30 de outubro de 2006, a TV Sul Bahia troca TV Canção Nova pela TV+. O sinal da nova afiliada é distribuído por suas retransmissoras, em Santo André, com cobertura de toda área metropolitana de São Paulo (no Canal 40) e na Bahia, com as cidades de Alcobaça, Caravelas, Eunápolis, Ilhéus, Itabatã, Itabuna, Itamaraju, Lajedão, Mucuri, Porto Seguro, Posto da Mata, e Prado.

### RIT e RIT Notícias (2007-2008)
Em setembro de 2007, menos de 1 ano transmitindo TV!, passou a transmitir duas redes RIT e RIT Notícias, ambos pertencente ao fundador da Igreja Internacional da Graça de Deus, R.R. Soares.[carece de fontes?]

### RIT (desde 2008)
Em 2008, passou a transmitir apenas a rede RIT, depois de quase 1 ano com duas redes RIT e a RIT Notícias.[carece de fontes?]
Com afiliação da TV Sul Bahia a RIT, foram feitos investimentos em equipamentos, a cobertura do sinal ampliada e novos profissionais foram contratados e o quadro de pessoal da emissora teve aumento de 150%.
Na manhã do dia 28 de abril de 2010, a emissora e a Secretaria Municipal de Educação anunciaram no plenário da Câmara Municipal de Teixeira de Freitas, a doação de quase 500 horas de gravações (equivalente a 20 dias) e um enorme acervo em fotografias sobre a história do município nos últimos 14 anos, produzidos pela própria TV Sul Bahia desde 1996, ano em que a emissora entrou no ar. Autoridades civis, militares e políticas se fizeram presentes ao momento considerado histórico, como definiu o vice-prefeito Hosmário Ferreira.
No dia 1º de novembro, depois de passar pelas emissoras da Rede Bahia, Erb Aguiar voltou a TV Sul Bahia para apresentar o telejornal SBN Meio-Dia, a emissora havia sido o ponto de partida na sua carreira televisiva. O motivo alegado pelo antigo funcionário para voltar a emissora foi o projeto do telejornalismo interativo: “Quando o Edailson me fez o convite e apresentou o projeto de reformulação no SBN Meio-dia, fiquei simplesmente apaixonado com a ideia de um jornalismo onde o telespectador vai participar ativamente, fazendo sugestões e dando opiniões sobre os mais diversos assuntos; vamos cada vez mais aproximar a comunidade da TV. Aos poucos, o telespectador vai sentir as mudanças.”, considerou. Erb vai apresentar o telejornal Sul Bahia Notícias e comandar um programa de entrevistas aos sábados, ao meio-dia, que será o Conversa Intimista.

## Sinal digital
| PSIP | Canal  | Proporção de tela | Programação                                 |
| ---- | ------ | ----------------- | ------------------------------------------- |
| 5.1  | 40 UHF | 480i              | Programação principal da TV Sul Bahia / RIT |

Em 3 de setembro de 2013, a emissora passou a transmitir em sinal digital, através do canal 40 UHF. Estavam presentes na cerimônia, o Vice-presidente da emissora, Secretário de Comunicação do Estado da Bahia, Robinson Santos Almeida, o Prefeito de Teixeira de Freitas João Bosco Bittencourt além de outras autoridades e personalidades. Com a implantação dessa nova tecnologia, os telespectadores vão poder assistir à TV Sul Bahia com melhor qualidade de som e imagem. Além disso, a programação da emissora poderá ser vista, por exemplo, em equipamentos como tablet, GPS e celulares com captação do sinal digital.

## Controvérsias

### Relação de Nizan Guanaes com Governo FHC em 2002
Em maio de 2002, no mesmo mês em que aceitou participar na campanha de José Serra à sucessão presidencial do FHC, Nizan Guanaes passa a receber no decorrer do ano, novos canais do Governo Federal.
Em 13 de maio Nizan Guanaes anunciou publicamente seu ingresso na campanha de Serra.
Em 16 de maio, em publicação do jornal Folha de S.Paulo, as assessorias de Guanaes e do ministro das Comunicações negaram haver relação entre os novos canais e a campanha eleitoral de 2002. Para ministério, toda geradora tem direito a ter retransmissoras, pois a permissão de cinco novos canais em um único dia pela simultaneidade no pagamento de taxa de publicação das portarias no "Diário Oficial" e diz que esses canais são novos. Porém, a assessoria de Guanaes, afirmam que essas retransmissoras já existiam, provavelmente há anos, porém estavam irregulares. Guanaes declarou que os dois fatos não têm relação entre si: "Não poderia haver hora mais inconveniente [para a liberação]. Quando comecei a pleitear eu estava fazendo a campanha de Roseana Sarney. Sou totalmente independente. É um projeto profissional".

### Disputa no Canal 40 pelas TVs ABC e Sul Bahia
Em 1986 o grupo Diário do Grande ABC ganha em concorrência aberta pelo Ministério das Comunicações, o canal 40 UHF em Santo André, na Grande São Paulo (umas das primeiras TVs em UHF do Estado de São Paulo). Na época o governo era do então Presidente da República, José Sarney. Os acionistas eram membros da família Dotto.
Em 1989 entrou no ar a TV ABC no Canal 40 UHF, passando ser afiliada à TVE Brasil. Retransmitiu a programação da TVE Brasil até 1995, quando a família Dotto fechou contrato com a então recém inaugurada Rede Vida (nome fantasia da razão social da TV Independente de São José do Rio Preto), ligada à Igreja Católica, para retransmitir a nova rede. Pelo contrato, a Rede Vida paga US$ 25 mil por mês à TV Diário do Grande ABC, em contrato sob sigilo. No entanto, cópia desse documento chegou ao governo, no início de março de 2002.
No dia 8 de março de 2002 o Ministério das Comunicações abre "processo de apuração de infração", contra a TV Diário do Grande ABC (ou TV ABC, nome fantasia para Televisão ABC, razão social). Esse inquérito é para investigar irregularidades em contrato assinado com Rede Vida em 1995 era forma de arrendamento da retransmissora (proibida por lei) pois a Rede Vida pagava o equivalente a US$ 25 mil por mês à TV Diário do Grande ABC pelo serviço de retransmissão.
Nesse dia, o parecer foi aprovado pelo secretário de Serviços de Radiodifusão, Antonio Carlos Tardelli, e pelo então secretário-executivo do ministro das comunicações, Juarez Quadros. O ministro das Comunicações anteriormente era Pimenta da Veiga, que deixou o cargo para para assumir a coordenação da campanha de Serra.
No dia 12 de março, quatro dias depois de inquérito ser aberto e com apenas um dia útil, a Divisão de Controle de Fiscalização deu parecer pela cassação da licença: em fevereiro de 1995, a Televisão ABC assinou contrato com Rede Vida, antes de ter autorização para virar retransmissora, em 4 de dezembro de 1996.
Com isso essas provas, o ministro das Comunicações, Juarez Quadros, decide cassar concessão dada em 1988 ao Canal 40 UHF da TV ABC (então afiliada à Rede Vida desde 1995) em Santo André (na Grande São Paulo). a emissora estava no ar desde 1989, quando passou ser afiliada à TVE Brasil.
Para a cassação da licença da TV ABC, consumiram-se apenas quatro dias entre a investigação (8/3) e a anulação da outorga (12/3). Os fundamentos da cassação constam do parecer MC 011/2002, da Secretaria de Serviços de Radiodifusão, na época, o ministro das Comunicações era Pimenta da Veiga. Diz: ""A permissão para o serviço de RTV (retransmissão de televisão) é concedida a empresa para executar o serviço de forma exclusiva, não podendo repassar a terceiros os direitos concedidos pela administração pública".
Após receber que teve a concessão do Canal 40 cassada, o grupo Diário do Grande ABC de Santo André (do grupo Diário do Grande ABC), é obrigada tirar o Canal 40 do ar. Com a anulação da licença, o canal foi declarado vago.
No dia 9 de maio, dois meses do pedido de cassação da TV ABC, o Ministério das Comunicações, através da portaria 722, autoriza emissora a operar como retransmissora (-e) de TV na faixa do Canal 40 UHF em Santo André, cidade localizada na região do ABC, na Grande São Paulo, inclusive transmitir via satélite os sinais da geradora na Bahia para Santo André (com isso, a intenção de Guanaes é formar rede nacional de televisão a partir da geradora de Teixeira de Freitas). A transmissão é no mesmo canal da antiga TV ABC, pois autorização é precária e não precisa de concorrência pública.
Justamente no mesmo dia em que o ministro das comunicações, Juarez Quadros, assinou a Portaria 772, o juiz-substituto da 21ª Vara Federal do Distrito Federal, Guilherme Jorge de Resende Brito, entra com medida em que suspende a decisão do ministério por não ter sido dado direito de defesa ao grupo.
Em 14 de maio a Portaria 772 é publicada pelo Diário Oficial da União (DOU). No mesmo dia, o grupo Diário do Grande ABC entrou com ação na Justiça Federal contra o Ministério das Comunicações, ao souber pelo DOU, ter tido perdido a retransmissora para TV Sul Bahia. O grupo alega que não há irregularidade e acusa o ministério de não lhe ter dado o direito de defesa no inquérito.
Em 15 de maio o juiz Guilherme Brito, através de liminar judicial, suspende a portaria 722. O juiz a declarou sem efeito e determinou que o ministério a revogasse. O motivo pela suspensão dessa portaria é devido ao fato até 12 de março, o Canal 40 já esteve ocupado por outra emissora, a TV Diário do Grande ABC, que o ministério alega que o contrato assinado com a Rede Vida em fevereiro de 1995 era uma forma de arrendamento da retransmissora, proibida por lei, pois a Rede Vida pagava à TV Diário do Grande ABC pelo serviço de retransmissão. A assessoria de Nizan Guanaes diz que não comenta caso porque o problema é do Ministério das Comunicações, que por vez, afirmou que só irá comentar o assunto após ser notificado.
Em 16 de maio, em publicação do jornal Folha de S.Paulo, Guanaes disse que não era segredo que tentava obter emissora: "Eu tentei alugar um tempo na TV Bandeirantes, no Canal 21 de São Paulo. Mas não consegui. Entrei com o pedido no ministério em fevereiro deste ano." e que é importante notar que se trata em UHF "e não um canal de TV aberta; é um tipo de TV muito mais restrito" e que os planos para preparar a programação só em 2003: "Com a confusão toda do trabalho na campanha, vou deixar para o ano que vem.", disse. No entanto, ao ser questionado sobre o fato ter acertado no mesmo mês na participação na campanha de José Serra, e logo depois ter recebido o canal do governo, Nizan declarou que os dois fatos não têm relação entre si. E afirmou: "Não poderia haver hora mais inconveniente [para a liberação]. Quando comecei a pleitear eu estava fazendo a campanha de Roseana Sarney. Sou totalmente independente. É um projeto profissional".
No final de maio o Canal 34 UHF é concedido à Rede Vida, mas o canal que deveria entrar no ar depois de junho, não entra no ar.
Em 27 de dezembro o mesmo ministro que deu posse à concessão a TV Sul Bahia, Juarez Quadros, anulou a Portaria 772, que dava a concessão do canal 40 a TV Sul Bahia, por causa de que o ministério não ter dado o direito de defesa a grupo Diário do Grande ABC. O ministro Quadros alegou que só soube o conhecimento de que o processo estava engavetado na Secretaria de Serviço de Radiodifusão, sem ser cumprida. Já Nizan Guanaes, não foi localizado para comentar decisão, apenas a assessoria de imprensa divulgou apenas que ele está viajando.
Em 2003, a TV Sul Bahia conseguiu, através da decisão do STJ que lhe devolveu, embora preliminarmente o canal, ao pretender a transmitir a TV Canção Nova.
De imediato, no decorrer do ano, iniciou disputa judicial entre a TV Sul Bahia (do publicitário Nizan Guanaes) e a TV Diário do Grande ABC (família Dotto) pelo canal 40 (retransmissor) de São Paulo provocando crise emissoras católicas Rede Vida e TV Canção Nova (de ala carismática).
A TV Sul Bahia anunciou à imprensa em 28 de outubro, a inauguração do canal 40 no próximo sábado, com missa na Catedral da Sé mas no dia seguinte, desmarcou a festa, argumentando que pretende realizar ‘um evento maior’. Há evidência que o adiamento deveu-se as disputas da TVs Sul Bahia com Diário do Grande ABC.
João Monteiro de Barros Neto, diretor da Rede Vida, declarou sobre a disputa: "A Rede Vida não tem interesse em sair do canal 40. Nós criamos durante oito anos o hábito de assistir à Rede Vida no 40 e isso tem um preço. A Canção Nova é co-irmã, mas não está sendo elegante. Não teve a delicadeza de falar conosco". A Rede Vida que ganhou o canal 34 em 2002, não pode operá-lo, alegou outra versão que a TV Sul Bahia ainda não obteve aval do governo para retransmitir a Canção Nova e por causa disso não sai do canal 40. A Sul Bahia não se manifestou sobre outra versão dada pela Rede Vida.
As disputas terminam em junho de 2005, quando liminar emitida pelo STJ volta a favorecer o grupo da TV ABC e obriga a TV Sul Bahia a devolver canal (40) de retransmissão ao Grupo ABC. Devido a impossibilidade de voltar transmitir a Rede Vida, por ter outro canal (34), o grupo ABC fez parceria com Rede Sul Bahia de Comunicação e retransmite a TV Sul Bahia. Curiosamente, depois do fim do processo que terminou sem vencedores ou condenações, os dois grupos começam reivindicar canal de retransmissão em Brasília.